# КК Црвена звезда сезона 2019/20.
Сезона 2019/20. КК Црвена звезда обухвата све резултате и остале информације везане за наступ Црвене звезде у сезони 2019/20. и то у следећим такмичењима: Евролига, Јадранска лига, Суперкуп Јадранске лиге, Суперлига Србије и Куп Радивоја Кораћа. У овој сезони Црвена звезда је сакупила 27 победа и 26 пораза.

## Промене у саставу

### Дошли
| Датум              | Играч                | Претходни клуб       | Напомене               |
| ------------------ | -------------------- | -------------------- | ---------------------- |
| 27. јун 2019.      | Дерик Браун          | Анадолу Ефес         | једногодишњи уговор    |
| 3. јул 2019.       | Огњен Кузмић         | Реал Мадрид          | двогодишњи уговор      |
| 5. јул 2019.       | Чарлс Џенкинс        | Химки                | двогодишњи уговор      |
| 8. јул 2019.       | Џејмс Гист           | Панатинаикос         | двогодишњи уговор      |
| 3. август 2019.    | Лоренцо Браун        | Гуангџоу лонглајонси | једногодишњи уговор    |
| 19. децембар 2019. | Марко Јагодић-Куриџа | Копер Приморска      | једноипогодишњи уговор |
| 25. децембар 2019. | Владимир Штимац      | Фенербахче           | уговор до краја сезоне |
| 27. децембар 2019. | Кевин Пантер         | Олимпијакос          | уговор до краја сезоне |
| 14. фебруар 2020.  | Калин Лукас          | Гранд рапидс драјв   | уговор до краја сезоне |

### Продужени уговори
| Датум            | Играч              | Напомене                      |
| ---------------- | ------------------ | ----------------------------- |
| 14. јун 2019.    | Били Барон         | уговор продужен до лета 2020. |
| 24. јун 2019.    | Бранко Лазић       | нови трогодишњи уговор        |
| 25. јун 2019.    | Филип Човић        | нови двогодишњи уговор        |
| 26. јун 2019.    | Бориша Симанић     | уговор продужен до лета 2021. |
| 28. јун 2019.    | Мохамед Фаје       | уговор продужен до лета 2020. |
| 2. јул 2019.     | Стратос Перпероглу | уговор продужен до лета 2020. |
| 6. јул 2019.     | Огњен Добрић       | уговор продужен до лета 2021. |
| 28. август 2019. | Никола Јовановић   | детаљи непознати              |

### Отишли
| Слободни играчи на крају сезоне 2018/19. |                |             |                                    |
| 17. јун 2019.                            | Марко Кешељ    | —           | —                                  |
| 19. јул 2019.                            | Џо Регланд     | Дарушафака  | —                                  |
| 20. август 2019.                         | Кеј Си Риверс  | Реал Бетис  | —                                  |
| Одласци играча у току сезоне             |                |             |                                    |
| 7. фебруар 2020.                         | Мохамед Фаје   | —           | споразумни раскид уговора          |
| фебруар 2020.                            | Дерик Браун    | —           | споразумни раскид уговора          |
| Играчи упућени на позајмице              |                |             |                                    |
| 26. јул 2019.                            | Душан Ристић   | Астана      | једногодишња позајмица             |
| 9. август 2019.                          | Алекса Раданов | ФМП         | једногодишња позајмица             |
| 19. децембар 2019.                       | Немања Ненадић | Мега Бемакс | позајмица до краја сезоне 2019/20. |
| 11. фебруар 2020.                        | Филип Човић    | ФМП         | позајмица до краја сезоне 2019/20. |
| 11. фебруар 2020.                        | Огњен Кузмић   | ФМП         | позајмица до краја сезоне 2019/20. |

## Промене тренера
Дана 22. октобра 2019. године тренер Милан Томић и Црвена звезда споразумно су раскинули уговор. Томић је сезону почео са скором 2:5 (0:1 у Суперкупу Јадранске лиге, 1:2 у Јадранској лиги и 1:2 у Евролиги).
За привременог главног тренера Звезде потом је постављен Андрија Гавриловић, дотадашњи Томићев помоћник. Гавриловић је екипу водио на 11 утакмица и имао је скор 5:6 (3:1 у Јадранској лиги и 2:5 у Евролиги).
Дана 23. новембра 2019. године позицију главног тренера црвено-белих преузео је Драган Шакота.

## Састав тима
Од 15. фебруара 2020.
| Број | Име и презиме        | Позиција               | Датум рођења       | Дошао | Дошао из             | Напомене |
| ---- | -------------------- | ---------------------- | ------------------ | ----- | -------------------- | -------- |
| 00   | Кевин Пантер         | плејмејкер / бек       | 25. јун 1993.      | 2019. | Олимпијакос          |          |
| 4    | Лоренцо Браун        | плејмејкер             | 26. август 1990.   | 2019. | Гуангџоу лонглајонси |          |
| 5    | Стратос Перпероглу   | крило                  | 7. август 1984.    | 2018. | Хапоел Јерусалим     |          |
| 7    | Дејан Давидовац      | бек / крило            | 17. јануар 1995.   | 2017. | ФМП                  |          |
| 10   | Бранко Лазић         | бек / крило            | 12. јануар 1989.   | 2011. | ФМП                  | капитен  |
| 12   | Били Барон           | бек                    | 11. децембар 1990. | 2018. | Ескишехир            |          |
| 13   | Огњен Добрић         | бек / крило            | 27. октобар 1994.  | 2016. | ФМП                  |          |
| 15   | Џејмс Гист           | крилни центар          | 26. октобар 1986.  | 2019. | Панатинаикос         |          |
| 16   | Калин Лукас          | плејмејкер             | 24. мај 1989.      | 2020. | Гранд рапидс драјв   |          |
| 21   | Марко Јагодић-Куриџа | крилни центар          | 15. мај 1987.      | 2019. | Копер Приморска      |          |
| 22   | Чарлс Џенкинс        | плејмејкер / бек       | 28. фебруар 1989.  | 2019. | Химки                |          |
| 28   | Бориша Симанић       | крило / крилни центар  | 20. март 1998.     | 2018. | ФМП                  |          |
| 32   | Никола Јовановић     | крилни центар / центар | 6. јануар 1994.    | 2017. | Вестчестер никси     |          |
| 50   | Мајкл Оџо            | центар                 | 5. јануар 1993.    | 2018. | ФМП                  |          |
| 91   | Владимир Штимац      | центар                 | 25. август 1987.   | 2019. | Фенербахче           |          |

### План позиција
| Поз. | Прва петорка         | Прве замене    | Друге замене     | Резерве |
| ---- | -------------------- | -------------- | ---------------- | ------- |
| Ц    | Владимир Штимац      | Мајкл Оџо      | Никола Јовановић |         |
| КЦ   | Марко Јагодић-Куриџа | Бориша Симанић | Џејмс Гист       |         |
| К    | Стратос Перпероглу   | Огњен Добрић   | Бранко Лазић     |         |
| Б    | Били Барон           | Чарлс Џенкинс  | Дејан Давидовац  |         |
| П    | Лоренцо Браун        | Кевин Пантер   | Калин Лукас      |         |

## Евролига

### Први део такмичења
|    | Тим                             | Игр. | Поб. | Изг. | П+   | П-   | П+/- | Бод |
| -- | ------------------------------- | ---- | ---- | ---- | ---- | ---- | ---- | --- |
| 1  | Анадолу Ефес                    | 28   | 24   | 4    | 2432 | 2166 | +266 | 52  |
| 2  | Реал Мадрид                     | 28   | 22   | 6    | 2371 | 2165 | +206 | 50  |
| 3  | Барселона                       | 28   | 22   | 6    | 2357 | 2193 | +164 | 50  |
| 4  | ЦСКА Москва                     | 28   | 19   | 9    | 2305 | 2125 | +180 | 47  |
| 5  | Макаби ФОКС                     | 28   | 19   | 9    | 2291 | 2164 | +127 | 47  |
| 6  | Панатинаикос ОПАП               | 28   | 14   | 14   | 2392 | 2394 | -2   | 42  |
| 7  | Химки                           | 28   | 13   | 15   | 2393 | 2380 | +13  | 41  |
| 8  | Фенербахче Беко                 | 28   | 13   | 15   | 2153 | 2188 | -35  | 41  |
| 9  | Жалгирис                        | 28   | 12   | 16   | 2213 | 2142 | +71  | 40  |
| 10 | Валенсија                       | 28   | 12   | 16   | 2252 | 2273 | -21  | 40  |
| 11 | Олимпијакос                     | 28   | 12   | 16   | 2243 | 2282 | -39  | 40  |
| 12 | Армани ексчејнџ Олимпија Милано | 28   | 12   | 16   | 2163 | 2236 | -73  | 40  |
| 13 | Киролбет Басконија              | 28   | 12   | 16   | 2059 | 2155 | -96  | 40  |
| 14 | Црвена звезда МТС               | 28   | 11   | 17   | 2079 | 2108 | -29  | 39  |
| 15 | Асвел                           | 28   | 10   | 18   | 2073 | 2284 | -211 | 38  |
| 16 | АЛБА Берлин                     | 28   | 9    | 19   | 2304 | 2423 | -119 | 37  |
| 17 | Зенит Санкт Петербург           | 28   | 8    | 20   | 2055 | 2240 | -185 | 36  |
| 18 | Бајерн Минхен                   | 28   | 8    | 20   | 2064 | 2281 | -217 | 36  |

- НАПОМЕНА: Поени постигнути у продужецима нису урачунати у табели, а не користе се ни за одређивање предности у случају да су тимови изједначени.

Легенда:
| 3. 10. 2019. 20:00 Извештај |                                                                             | Панатинаикос ОПАП | 87 : 82                               | Црвена звезда МТС | Олимпијска дворана Никос Галис, Атина Гледаоци: 10.133 Судије: Хуан Карлос Гарсија, Емин Могулкоч, Гитис Вилијус |  |
| 3. 10. 2019. 20:00 Извештај | Четвртине: 14:17, 23:18, 29:18, 21:29                                       |                   |                                       |                   | Олимпијска дворана Никос Галис, Атина Гледаоци: 10.133 Судије: Хуан Карлос Гарсија, Емин Могулкоч, Гитис Вилијус |  |
| 3. 10. 2019. 20:00 Извештај | Поени: Калатес 21 Скокови: Томас 11 Асистенције: Калатес 7 Индекс: Томас 25 |                   | Гист 22 Гист 7 Барон 6 Барон, Гист 17 |                   | Олимпијска дворана Никос Галис, Атина Гледаоци: 10.133 Судије: Хуан Карлос Гарсија, Емин Могулкоч, Гитис Вилијус |  |

| 10. 10. 2019. 19:00 Извештај |                                                                                          | Црвена звезда МТС | 68 : 56                                    | Фенербахче Беко | Штарк арена, Београд Гледаоци: 16.879 Судије: Луиђи Ламоника, Пјотр Пастусјак, Раин Перанди |  |
| 10. 10. 2019. 19:00 Извештај | Четвртине: 15:16, 20:14, 16:13, 17:13                                                    |                   |                                            |                 | Штарк арена, Београд Гледаоци: 16.879 Судије: Луиђи Ламоника, Пјотр Пастусјак, Раин Перанди |  |
| 10. 10. 2019. 19:00 Извештај | Поени: Л. Браун 13 Скокови: Д. Браун, Гист 8 Асистенције: Л. Браун 6 Индекс: Л. Браун 17 |                   | Де Коло 19 Вилијамс 7 Де Коло 4 Де Коло 19 |                 | Штарк арена, Београд Гледаоци: 16.879 Судије: Луиђи Ламоника, Пјотр Пастусјак, Раин Перанди |  |

| 17. 10. 2019. 20:15 Извештај |                                                                            | Макаби ФОКС | 84 : 69                                                  | Црвена звезда МТС | Менора Мивташим арена, Тел Авив Гледаоци: 10.823 Судије: Борис Рижик, Роберт Виклицки, Синан Исгудер |  |
| 17. 10. 2019. 20:15 Извештај | Четвртине: 24:13, 15:17, 16:17, 12:20, 17:2                                |             |                                                          |                   | Менора Мивташим арена, Тел Авив Гледаоци: 10.823 Судије: Борис Рижик, Роберт Виклицки, Синан Исгудер |  |
| 17. 10. 2019. 20:15 Извештај | Поени: Вилбекин 16 Скокови: Каспи 8 Асистенције: Зосман 4 Индекс: Каспи 24 |             | Перпероглу 18 Оџо, Фаје 6 Човић, Џенкинс 4 Перпероглу 16 |                   | Менора Мивташим арена, Тел Авив Гледаоци: 10.823 Судије: Борис Рижик, Роберт Виклицки, Синан Исгудер |  |

| 24. 10. 2019. 21:00 Извештај |                                                                                        | Црвена звезда МТС | 65 : 73                                         | Барселона | Хала Пионир, Београд Гледаоци: 6.384 Судије: Олегс Латишевс, Жозеф Бисанг, Марћин Ковалски |  |
| 24. 10. 2019. 21:00 Извештај | Четвртине: 16:12, 20:21, 13:24, 16:16                                                  |                   |                                                 |           | Хала Пионир, Београд Гледаоци: 6.384 Судије: Олегс Латишевс, Жозеф Бисанг, Марћин Ковалски |  |
| 24. 10. 2019. 21:00 Извештај | Поени: Гист 10 Скокови: Давидовац, Оџо, Фаје 4 Асистенције: Л. Браун 3 Индекс: Фаје 10 |                   | Миротић 21 Дејвис, Миротић 6 Хигинс 5 Дејвис 24 |           | Хала Пионир, Београд Гледаоци: 6.384 Судије: Олегс Латишевс, Жозеф Бисанг, Марћин Ковалски |  |

| 29. 10. 2019. 18:30 Извештај |                                                                                | Анадолу Ефес | 85 : 70                                   | Црвена звезда МТС | Синан Ердем Дом, Истанбул Гледаоци: 12.466 Судије: Роберт Лотермозер, Јакуб Замојски, Петрос Папапетру |  |
| 29. 10. 2019. 18:30 Извештај | Четвртине: 21:9, 17:17, 18:25, 29:19                                           |              |                                           |                   | Синан Ердем Дом, Истанбул Гледаоци: 12.466 Судије: Роберт Лотермозер, Јакуб Замојски, Петрос Папапетру |  |
| 29. 10. 2019. 18:30 Извештај | Поени: Мицић 26 Скокови: Питерс 7 Асистенције: Мицић, Симон 5 Индекс: Мицић 29 |              | Л. Браун 18 Гист 7 Л. Браун 5 Л. Браун 19 |                   | Синан Ердем Дом, Истанбул Гледаоци: 12.466 Судије: Роберт Лотермозер, Јакуб Замојски, Петрос Папапетру |  |

| 31. 10. 2019. 19:00 Извештај | | Црвена звезда МТС | 90 : 78                               | Химки | Хала Пионир, Београд Гледаоци: 5.432 Судије: Фернандо Роха, Емилио Перез, Микеле Роси |  |
| 31. 10. 2019. 19:00 Извештај | Четвртине: 28:22, 22:19, 30:15, 10:22                                                                            |                   |                                       |       | Хала Пионир, Београд Гледаоци: 5.432 Судије: Фернандо Роха, Емилио Перез, Микеле Роси |  |
| 31. 10. 2019. 19:00 Извештај | Поени: Симанић 18 Скокови: Гист, Перпероглу, Кузмић 5 Асистенције: Л. Браун 7 Индекс: Л. Браун, Гист, Симанић 17 |                   | Швед 14 Гил 11 Карасев, Швед 4 Гил 25 |       | Хала Пионир, Београд Гледаоци: 5.432 Судије: Фернандо Роха, Емилио Перез, Микеле Роси |  |

| 7. 11. 2019. 19:00 Извештај |                                                                                 | Црвена звезда МТС | 60 : 75                           | Реал Мадрид | Штарк арена, Београд Гледаоци: 16.457 Судије: Кармело Патернико, Емин Могулкоч, Гитис Вилијус |  |
| 7. 11. 2019. 19:00 Извештај | Четвртине: 9:12, 18:21, 25:16, 8:26                                             |                   |                                   |             | Штарк арена, Београд Гледаоци: 16.457 Судије: Кармело Патернико, Емин Могулкоч, Гитис Вилијус |  |
| 7. 11. 2019. 19:00 Извештај | Поени: Барон 17 Скокови: Л. Браун 6 Асистенције: Л. Браун 5 Индекс: Л. Браун 24 |                   | Љуљ 16 Таварес 9 Љуљ 5 Таварес 21 |             | Штарк арена, Београд Гледаоци: 16.457 Судије: Кармело Патернико, Емин Могулкоч, Гитис Вилијус |  |

| 15. 11. 2019. 19:00 Извештај |                                                                                         | Црвена звезда МТС | 72 : 74                                 | Асвел | Штарк арена, Београд Гледаоци: 10.894 Судије: Хуан Карлос Гарсија, Пјотр Пастусјак, Раин Перанди |  |
| 15. 11. 2019. 19:00 Извештај | Четвртине: 16:14, 20:18, 18:15, 11:18, 7:9                                              |                   |                                         |       | Штарк арена, Београд Гледаоци: 10.894 Судије: Хуан Карлос Гарсија, Пјотр Пастусјак, Раин Перанди |  |
| 15. 11. 2019. 19:00 Извештај | Поени: Барон 16 Скокови: Гист, Давидовац 7 Асистенције: Л. Браун 4 Индекс: Давидовац 19 |                   | Жан-Шарл 20 Џекири 19 Лајти 6 Џекири 29 |       | Штарк арена, Београд Гледаоци: 10.894 Судије: Хуан Карлос Гарсија, Пјотр Пастусјак, Раин Перанди |  |

| 19. 11. 2019. 20:00 Извештај |                                                                                         | АЛБА Берлин | 93 : 80                                       | Црвена звезда МТС | Мерцедес-Бенц арена, Берлин Гледаоци: 8.076 Судије: Борис Рижик, Аре Халико, Себастјен Кливаз |  |
| 19. 11. 2019. 20:00 Извештај | Четвртине: 21:15, 25:19, 21:20, 26:26                                                   |             |                                               |                   | Мерцедес-Бенц арена, Берлин Гледаоци: 8.076 Судије: Борис Рижик, Аре Халико, Себастјен Кливаз |  |
| 19. 11. 2019. 20:00 Извештај | Поени: Гиједрајтис 22 Скокови: Сикма 8 Асистенције: Сикма, Хермансон 4 Индекс: Сикма 32 |             | Оџо 12 Јовановић, Оџо 6 Човић 8 Оџо, Човић 16 |                   | Мерцедес-Бенц арена, Берлин Гледаоци: 8.076 Судије: Борис Рижик, Аре Халико, Себастјен Кливаз |  |

| 21. 11. 2019. 19:00 Извештај |                                                                                           | Жалгирис | 59 : 61                                | Црвена звезда МТС | Жалгирис арена, Каунас Гледаоци: 14.033 Судије: Данијел Јерезуело, Ане Пантер, Роберт Виклицки |  |
| 21. 11. 2019. 19:00 Извештај | Четвртине: 21:16, 10:17, 15:14, 13:14                                                     |          |                                        |                   | Жалгирис арена, Каунас Гледаоци: 14.033 Судије: Данијел Јерезуело, Ане Пантер, Роберт Виклицки |  |
| 21. 11. 2019. 19:00 Извештај | Поени: Григонис, Улановас 11 Скокови: Јанкунас 7 Асистенције: Вокап 4 Индекс: Улановас 15 |          | Барон 14 Фаје 7 Л. Браун 3 Л. Браун 19 |                   | Жалгирис арена, Каунас Гледаоци: 14.033 Судије: Данијел Јерезуело, Ане Пантер, Роберт Виклицки |  |

| 28. 11. 2019. 19:00 Извештај |                                                                                | Црвена звезда МТС | 76 : 73                                                     | Валенсија | Хала Пионир, Београд Гледаоци: 6.087 Судије: Спирос Контас, Петри Мантила, Јакуб Замојски |  |
| 28. 11. 2019. 19:00 Извештај | Четвртине: 17:19, 20:22, 23:10, 16:22                                          |                   |                                                             |           | Хала Пионир, Београд Гледаоци: 6.087 Судије: Спирос Контас, Петри Мантила, Јакуб Замојски |  |
| 28. 11. 2019. 19:00 Извештај | Поени: Л. Браун 19 Скокови: Фаје 8 Асистенције: Л. Браун 6 Индекс: Л. Браун 21 |                   | Дубљевић 22 Дубљевић 8 Вивес, Дубљевић, Колом 3 Дубљевић 29 |           | Хала Пионир, Београд Гледаоци: 6.087 Судије: Спирос Контас, Петри Мантила, Јакуб Замојски |  |

| 5. 12. 2019. 20:45 Извештај |                                                                                        | Армани ексчејнџ Олимпија М. | 67 : 77                                         | Црвена звезда МТС | Медиоланум Форум, Милано Гледаоци: 8.680 Судије: Роберт Лотермозер, Серхио Силва, Марћин Ковалски |  |
| 5. 12. 2019. 20:45 Извештај | Четвртине: 18:20, 22:19, 10:18, 17:20                                                  |                             |                                                 |                   | Медиоланум Форум, Милано Гледаоци: 8.680 Судије: Роберт Лотермозер, Серхио Силва, Марћин Ковалски |  |
| 5. 12. 2019. 20:45 Извештај | Поени: Родригез 14 Скокови: Родригез, Скола 3 Асистенције: Брукс 7 Индекс: Родригез 16 |                             | Л. Браун 21 Гист, Фаје 6 Л. Браун 7 Л. Браун 29 |                   | Медиоланум Форум, Милано Гледаоци: 8.680 Судије: Роберт Лотермозер, Серхио Силва, Марћин Ковалски |  |

| 12. 12. 2019. 19:00 Извештај |                                                                                  | Црвена звезда МТС | 64 : 72                                       | Киролбет Басконија | Штарк арена, Београд Гледаоци: 10.367 Судије: Фернандо Роха, Јургис Лауринавичијус, Амит Балак |  |
| 12. 12. 2019. 19:00 Извештај | Четвртине: 14:20, 17:12, 12:24, 21:16                                            |                   |                                               |                    | Штарк арена, Београд Гледаоци: 10.367 Судије: Фернандо Роха, Јургис Лауринавичијус, Амит Балак |  |
| 12. 12. 2019. 19:00 Извештај | Поени: Л. Браун 20 Скокови: Кузмић 8 Асистенције: Л. Браун 5 Индекс: Л. Браун 22 |                   | Стаускас 22 Шенгелија 8 Вилдоза 4 Стаускас 22 |                    | Штарк арена, Београд Гледаоци: 10.367 Судије: Фернандо Роха, Јургис Лауринавичијус, Амит Балак |  |

| 18. 12. 2019. 18:00 Извештај |                                                                              | ЦСКА Москва | 100 : 74                                   | Црвена звезда МТС | Мегаспорт арена, Москва Гледаоци: 6.011 Судије: Мигел Анхел Перез, Сефи Шемеш, Себастјен Кливаз |  |
| 18. 12. 2019. 18:00 Извештај | Четвртине: 26:21, 26:23, 24:18, 24:12                                        |             |                                            |                   | Мегаспорт арена, Москва Гледаоци: 6.011 Судије: Мигел Анхел Перез, Сефи Шемеш, Себастјен Кливаз |  |
| 18. 12. 2019. 18:00 Извештај | Поени: Џејмс 29 Скокови: Воронцевич 6 Асистенције: Бејкер 5 Индекс: Џејмс 32 |             | Давидовац 17 Кузмић 6 Човић 9 Давидовац 14 |                   | Мегаспорт арена, Москва Гледаоци: 6.011 Судије: Мигел Анхел Перез, Сефи Шемеш, Себастјен Кливаз |  |

| 20. 12. 2019. 19:00 Извештај |                                                                                         | Црвена звезда МТС | 88 : 81                                    | Олимпијакос | Штарк арена, Београд Гледаоци: 8.076 Судије: Данијел Јерезуело, Жозеф Бисанг, Раин Перанди |  |
| 20. 12. 2019. 19:00 Извештај | Четвртине: 16:21, 24:29, 21:11, 27:20                                                   |                   |                                            |             | Штарк арена, Београд Гледаоци: 8.076 Судије: Данијел Јерезуело, Жозеф Бисанг, Раин Перанди |  |
| 20. 12. 2019. 19:00 Извештај | Поени: Л. Браун 34 Скокови: Гист 7 Асистенције: Л. Браун, Џенкинс 4 Индекс: Л. Браун 32 |                   | Пол 21 Милутинов 11 Рочести 5 Милутинов 34 |             | Штарк арена, Београд Гледаоци: 8.076 Судије: Данијел Јерезуело, Жозеф Бисанг, Раин Перанди |  |

| 27. 12. 2019. 18:00 Извештај |                                                                                      | Зенит Санкт Петербург | 58 : 65                                 | Црвена звезда МТС | Баскет хол арена, Казањ Гледаоци: 3.020 Судије: Христос Христодулу, Пјотр Пастусјак, Аре Халико |  |
| 27. 12. 2019. 18:00 Извештај | Четвртине: 16:20, 24:17, 7:14, 11:14                                                 |                       |                                         |                   | Баскет хол арена, Казањ Гледаоци: 3.020 Судије: Христос Христодулу, Пјотр Пастусјак, Аре Халико |  |
| 27. 12. 2019. 18:00 Извештај | Поени: Холинс 14 Скокови: Ајверсон, Ајон 6 Асистенције: Ренфро 4 Индекс: Ајверсон 14 |                       | Барон 26 Л. Браун 9 Л. Браун 6 Барон 34 |                   | Баскет хол арена, Казањ Гледаоци: 3.020 Судије: Христос Христодулу, Пјотр Пастусјак, Аре Халико |  |

| 2. 1. 2020. 19:00 Извештај |                                                                                          | Црвена звезда МТС | 93 : 63                                           | Бајерн Минхен | Штарк арена, Београд Гледаоци: 16.824 Судије: Кармело Патернико, Емилио Перез, Ингус Бауманис |  |
| 2. 1. 2020. 19:00 Извештај | Четвртине: 25:13, 28:18, 18:15, 22:17                                                    |                   |                                                   |               | Штарк арена, Београд Гледаоци: 16.824 Судије: Кармело Патернико, Емилио Перез, Ингус Бауманис |  |
| 2. 1. 2020. 19:00 Извештај | Поени: Л. Браун, Пантер 15 Скокови: Кузмић 7 Асистенције: Л. Браун 7 Индекс: Л. Браун 26 |                   | Монро 20 Радошевић, Ципсер 6 Ло, Монро 3 Монро 28 |               | Штарк арена, Београд Гледаоци: 16.824 Судије: Кармело Патернико, Емилио Перез, Ингус Бауманис |  |

| 10. 1. 2020. 20:45 Извештај |                                                                       | Асвел | 80 : 83                               | Црвена звезда МТС | Астробал, Вилербан Гледаоци: 5.560 Судије: Карлос Перуга, Серхио Силва, Гитис Вилијус |  |
| 10. 1. 2020. 20:45 Извештај | Четвртине: 30:13, 19:17, 16:34, 15:19                                 |       |                                       |                   | Астробал, Вилербан Гледаоци: 5.560 Судије: Карлос Перуга, Серхио Силва, Гитис Вилијус |  |
| 10. 1. 2020. 20:45 Извештај | Поени: Пејн 17 Скокови: Пејн 8 Асистенције: Стразел 4 Индекс: Пејн 26 |       | Штимац 21 Гист 6 Л. Браун 7 Штимац 23 |                   | Астробал, Вилербан Гледаоци: 5.560 Судије: Карлос Перуга, Серхио Силва, Гитис Вилијус |  |

| 15. 1. 2020. 19:00 Извештај |                                                                                | Црвена звезда МТС | 70 : 76                                           | Жалгирис | Штарк арена, Београд Гледаоци: 15.874 Судије: Борис Рижик, Фернандо Роха, Спирос Контас |  |
| 15. 1. 2020. 19:00 Извештај | Четвртине: 20:22, 18:16, 15:19, 17:19                                          |                   |                                                   |          | Штарк арена, Београд Гледаоци: 15.874 Судије: Борис Рижик, Фернандо Роха, Спирос Контас |  |
| 15. 1. 2020. 19:00 Извештај | Поени: Л. Браун 14 Скокови: Кузмић 8 Асистенције: Л. Браун 6 Индекс: Кузмић 20 |                   | Лекавичијус 17 Лендејл 9 Лендејл 4 Лекавичијус 22 |          | Штарк арена, Београд Гледаоци: 15.874 Судије: Борис Рижик, Фернандо Роха, Спирос Контас |  |

| 17. 1. 2020. 19:00 Извештај |                                                                                     | Црвена звезда МТС | 85 : 94                                  | АЛБА Берлин | Штарк арена, Београд Гледаоци: 14.376 Судије: Христос Христодулу, Марћин Ковалски, Јургис Лауринавичијус |  |
| 17. 1. 2020. 19:00 Извештај | Четвртине: 22:21, 21:18, 19:23, 17:17, 6:15                                         |                   |                                          |             | Штарк арена, Београд Гледаоци: 14.376 Судије: Христос Христодулу, Марћин Ковалски, Јургис Лауринавичијус |  |
| 17. 1. 2020. 19:00 Извештај | Поени: Пантер 24 Скокови: Штимац 6 Асистенције: Барон, Л. Браун 3 Индекс: Пантер 26 |                   | Сива, Сикма 15 Сикма 10 Сикма 4 Сикма 25 |             | Штарк арена, Београд Гледаоци: 14.376 Судије: Христос Христодулу, Марћин Ковалски, Јургис Лауринавичијус |  |

| 23. 1. 2020. 21:00 Извештај |                                                                                | Барселона | 86 : 82                                   | Црвена звезда МТС | Дворана Блауграна, Барселона Гледаоци: 5.427 Судије: Олегс Латишевс, Пјотр Пастусјак, Сефи Шемеш |  |
| 23. 1. 2020. 21:00 Извештај | Четвртине: 29:19, 12:23, 21:24, 24:16                                          |           |                                           |                   | Дворана Блауграна, Барселона Гледаоци: 5.427 Судије: Олегс Латишевс, Пјотр Пастусјак, Сефи Шемеш |  |
| 23. 1. 2020. 21:00 Извештај | Поени: Миротић 25 Скокови: Миротић 6 Асистенције: Делејни 5 Индекс: Миротић 25 |           | Л. Браун 15 Гист 6 Л. Браун 8 Л. Браун 19 |                   | Дворана Блауграна, Барселона Гледаоци: 5.427 Судије: Олегс Латишевс, Пјотр Пастусјак, Сефи Шемеш |  |

| 31. 1. 2020. 19:00 Извештај |                                                                                 | Црвена звезда МТС | 78 : 85                             | Анадолу Ефес | Штарк арена, Београд Гледаоци: 14.820 Судије: Хуан Карлос Гарсија, Кармело Патернико, Роберт Виклицки |  |
| 31. 1. 2020. 19:00 Извештај | Четвртине: 16:24, 14:27, 28:21, 20:13                                           |                   |                                     |              | Штарк арена, Београд Гледаоци: 14.820 Судије: Хуан Карлос Гарсија, Кармело Патернико, Роберт Виклицки |  |
| 31. 1. 2020. 19:00 Извештај | Поени: Давидовац 15 Скокови: Штимац 9 Асистенције: Л. Браун 9 Индекс: Штимац 18 |                   | Ларкин 24 Плајс 8 Мицић 5 Ларкин 23 |              | Штарк арена, Београд Гледаоци: 14.820 Судије: Хуан Карлос Гарсија, Кармело Патернико, Роберт Виклицки |  |

| 5. 2. 2020. 19:00 Извештај |                                                                          | Црвена звезда МТС | 78 : 73                                             | Панатинаикос ОПАП | Штарк арена, Београд Гледаоци: 12.867 Судије: Мигел Анхел Перез, Мехди Дифала, Едуард Удјанскиј |  |
| 5. 2. 2020. 19:00 Извештај | Четвртине: 9:21, 26:11, 11:25, 32:16                                     |                   |                                                     |                   | Штарк арена, Београд Гледаоци: 12.867 Судије: Мигел Анхел Перез, Мехди Дифала, Едуард Удјанскиј |  |
| 5. 2. 2020. 19:00 Извештај | Поени: Пантер 24 Скокови: Оџо 7 Асистенције: Џенкинс 5 Индекс: Пантер 28 |                   | Папајанис, Томас 12 Митоглу 10 Калатес 5 Митоглу 17 |                   | Штарк арена, Београд Гледаоци: 12.867 Судије: Мигел Анхел Перез, Мехди Дифала, Едуард Удјанскиј |  |

| 7. 2. 2020. 18:00 Извештај |                                                                       | Химки | 78 : 72                                  | Црвена звезда МТС | Арена Митишчи, Москва Гледаоци: 5.629 Судије: Фернандо Роха, Емин Могулкоч, Карлос Перуга |  |
| 7. 2. 2020. 18:00 Извештај | Четвртине: 28:18, 20:18, 16:15, 14:21                                 |       |                                          |                   | Арена Митишчи, Москва Гледаоци: 5.629 Судије: Фернандо Роха, Емин Могулкоч, Карлос Перуга |  |
| 7. 2. 2020. 18:00 Извештај | Поени: Швед 22 Скокови: Јеребко 8 Асистенције: Швед 9 Индекс: Швед 23 |       | Пантер 20 Давидовац 7 Добрић 4 Добрић 17 |                   | Арена Митишчи, Москва Гледаоци: 5.629 Судије: Фернандо Роха, Емин Могулкоч, Карлос Перуга |  |

| 21. 2. 2020. 19:00 Извештај |                                                                              | Црвена звезда МТС | 81 : 86                                     | ЦСКА Москва | Штарк арена, Београд Гледаоци: 13.457 Судије: Емилио Перез, Јакуб Замојски, Микола Амбросов |  |
| 21. 2. 2020. 19:00 Извештај | Четвртине: 17:16, 20:20, 16:24, 28:26                                        |                   |                                             |             | Штарк арена, Београд Гледаоци: 13.457 Судије: Емилио Перез, Јакуб Замојски, Микола Амбросов |  |
| 21. 2. 2020. 19:00 Извештај | Поени: Барон 15 Скокови: Оџо 5 Асистенције: Л. Браун, Гист 4 Индекс: Гист 18 |                   | Џејмс 29 Хајнс 10 Фојтман, Џејмс 3 Џејмс 21 |             | Штарк арена, Београд Гледаоци: 13.457 Судије: Емилио Перез, Јакуб Замојски, Микола Амбросов |  |

| 27. 2. 2020. 21:00 Извештај |                                                                            | Киролбет Басконија | 71 : 56                              | Црвена звезда МТС | Фернандо Буеса арена, Виторија Гледаоци: 9.245 Судије: Луиђи Ламоника, Ане Пантер, Марћин Ковалски |  |
| 27. 2. 2020. 21:00 Извештај | Четвртине: 21:15, 18:13, 15:15, 17:13                                      |                    |                                      |                   | Фернандо Буеса арена, Виторија Гледаоци: 9.245 Судије: Луиђи Ламоника, Ане Пантер, Марћин Ковалски |  |
| 27. 2. 2020. 21:00 Извештај | Поени: Шенгелија 18 Скокови: Шилдс 6 Асистенције: Шилдс 5 Индекс: Шилдс 23 |                    | Штимац 13 Штимац 7 Барон 4 Штимац 16 |                   | Фернандо Буеса арена, Виторија Гледаоци: 9.245 Судије: Луиђи Ламоника, Ане Пантер, Марћин Ковалски |  |

| 4. 3. 2020. 18:45 Извештај |                                                                                           | Фенербахче Беко | 66 : 63                                             | Црвена звезда МТС | Улкер спортска арена, Истанбул Гледаоци: 7.315 Судије: Хуан Карлос Гарсија, Спирос Контас, Гитис Вилијус |  |
| 4. 3. 2020. 18:45 Извештај | Четвртине: 22:20, 19:17, 10:14, 15:12                                                     |                 |                                                     |                   | Улкер спортска арена, Истанбул Гледаоци: 7.315 Судије: Хуан Карлос Гарсија, Спирос Контас, Гитис Вилијус |  |
| 4. 3. 2020. 18:45 Извештај | Поени: Калинић 10 Скокови: Вилијамс, Томас 6 Асистенције: Вестерман 4 Индекс: Вилијамс 19 |                 | Л. Браун, Пантер 14 Штимац 7 Л. Браун 3 Л. Браун 15 |                   | Улкер спортска арена, Истанбул Гледаоци: 7.315 Судије: Хуан Карлос Гарсија, Спирос Контас, Гитис Вилијус |  |

| 6. 3. 2020. 19:00 Извештај |                                                                                     | Црвена звезда МТС | 92 : 76                                     | Макаби ФОКС | Штарк арена, Београд Гледаоци: 7.369 Судије: Кармело Патернико, Роберт Виклицки, Жорди Алијага |  |
| 6. 3. 2020. 19:00 Извештај | Четвртине: 27:20, 22:23, 30:15, 13:18                                               |                   |                                             |             | Штарк арена, Београд Гледаоци: 7.369 Судије: Кармело Патернико, Роберт Виклицки, Жорди Алијага |  |
| 6. 3. 2020. 19:00 Извештај | Поени: Барон, Пантер 22 Скокови: Штимац 12 Асистенције: Л. Браун 9 Индекс: Барон 26 |                   | Дорси 19 Рејнолдс 10 Вилбекин 4 Вилбекин 16 |             | Штарк арена, Београд Гледаоци: 7.369 Судије: Кармело Патернико, Роберт Виклицки, Жорди Алијага |  |

| 12. 3. 2020. 21:00 Извештај |  | Реал Мадрид | — : — | Црвена звезда МТС | Визинк центар, Мадрид |  |

| 20. 3. 2020. 19:00 Извештај |  | Црвена звезда МТС | — : — | Армани ексчејнџ Олимпија М. | Штарк арена, Београд |  |

| 24. 3. 2020. 20:00 Извештај |  | Олимпијакос | — : — | Црвена звезда МТС | Дворана мира и пријатељства, Пиреј |  |

| 27. 3. 2020. 19:00 Извештај |  | Црвена звезда МТС | — : — | Зенит Санкт Петербург | Штарк арена, Београд |  |

| 3. 4. 2020. 20:30 Извештај |  | Бајерн Минхен | — : — | Црвена звезда МТС | Ауди дом, Минхен |  |

| 9. 4. 2020. 21:00 Извештај |  | Валенсија | — : — | Црвена звезда МТС | Арена Фуенте Сан Луис, Валенсија |  |

## Јадранска лига
|    | Тим               | Игр. | Поб. | Изг. | П+   | П-   | П+/- | Бод |
| -- | ----------------- | ---- | ---- | ---- | ---- | ---- | ---- | --- |
| 1  | Партизан НИС      | 21   | 17   | 4    | 1754 | 1538 | +216 | 38  |
| 2  | Будућност ВОЛИ    | 21   | 15   | 6    | 1713 | 1517 | +196 | 36  |
| 3  | Црвена звезда МТС | 21   | 14   | 7    | 1758 | 1562 | +196 | 35  |
| 4  | Цедевита Олимпија | 21   | 13   | 8    | 1766 | 1716 | +50  | 34  |
| 5  | Морнар Бар        | 21   | 13   | 8    | 1774 | 1754 | +20  | 34  |
| 6  | Копер Приморска   | 21   | 12   | 9    | 1640 | 1687 | -47  | 33  |
| 7  | ФМП               | 21   | 10   | 11   | 1767 | 1729 | +38  | 31  |
| 8  | Игокеа            | 21   | 7    | 14   | 1670 | 1779 | -109 | 28  |
| 9  | Цибона            | 21   | 7    | 14   | 1606 | 1734 | -128 | 28  |
| 10 | Задар             | 21   | 6    | 15   | 1655 | 1769 | -114 | 27  |
| 11 | Мега Бемакс       | 21   | 6    | 15   | 1693 | 1832 | -139 | 27  |
| 12 | Крка              | 21   | 6    | 15   | 1496 | 1675 | -179 | 27  |

Легенда:
| 7. 10. 2019. 20:00 Извештај |                                                                                 | Црвена звезда МТС | 90 : 64                                    | Копер Приморска | Хала Пионир, Београд Гледаоци: 196 Судије: Игор Драгојевић, Драган Поробић, Гордан Терлевић |  |
| 7. 10. 2019. 20:00 Извештај | Четвртине: 28:21, 17:3, 28:24, 17:16                                            |                   |                                            |                 | Хала Пионир, Београд Гледаоци: 196 Судије: Игор Драгојевић, Драган Поробић, Гордан Терлевић |  |
| 7. 10. 2019. 20:00 Извештај | Поени: Л. Браун 18 Скокови: Фаје 8 Асистенције: Л. Браун 10 Индекс: Л. Браун 30 |                   | Харис 17 Јагодић-Куриџа 7 Шишко 7 Димец 17 |                 | Хала Пионир, Београд Гледаоци: 196 Судије: Игор Драгојевић, Драган Поробић, Гордан Терлевић |  |

| 13. 10. 2019. 20:00 Извештај |                                                                     | Црвена звезда МТС | 81 : 89                              | Будућност ВОЛИ | Хала Пионир, Београд Гледаоци: 308 Судије: Илија Белошевић, Дамир Јавор, Јосип Радојковић |  |
| 13. 10. 2019. 20:00 Извештај | Четвртине: 20:26, 22:18, 21:22, 18:23                               |                   |                                      |                | Хала Пионир, Београд Гледаоци: 308 Судије: Илија Белошевић, Дамир Јавор, Јосип Радојковић |  |
| 13. 10. 2019. 20:00 Извештај | Поени: Гист 27 Скокови: Гист 6 Асистенције: Човић 7 Индекс: Гист 31 |                   | Мартин 17 Николић 5 Кобс 4 Мартин 22 |                | Хала Пионир, Београд Гледаоци: 308 Судије: Илија Белошевић, Дамир Јавор, Јосип Радојковић |  |

| 20. 10. 2019. 18:00 Извештај |                                                                      | Крка | 79 : 77                                            | Црвена звезда МТС | Спортска дворана Леон Штукељ, Ново Место Гледаоци: 1.200 Судије: Сретен Радовић, Јакуб Замојски, Матеј Шпендл |  |
| 20. 10. 2019. 18:00 Извештај | Четвртине: 17:20, 20:25, 18:16, 24:16                                |      |                                                    |                   | Спортска дворана Леон Штукељ, Ново Место Гледаоци: 1.200 Судије: Сретен Радовић, Јакуб Замојски, Матеј Шпендл |  |
| 20. 10. 2019. 18:00 Извештај | Поени: Кози 20 Скокови: Рамљак 6 Асистенције: Кози 9 Индекс: Кози 30 |      | Јовановић 16 Јовановић, Оџо 7 Браун 7 Јовановић 20 |                   | Спортска дворана Леон Штукељ, Ново Место Гледаоци: 1.200 Судије: Сретен Радовић, Јакуб Замојски, Матеј Шпендл |  |

| 27. 10. 2019. 17:00 Извештај |                                                                                  | Црвена звезда МТС | 88 : 70                                                    | Мега Бемакс | Дворана Железник, Београд Гледаоци: 2.065 Судије: Томислав Хордов, Марио Мајкић, Милан Недовић |  |
| 27. 10. 2019. 17:00 Извештај | Четвртине: 22:19, 22:21, 30:15, 14:15                                            |                   |                                                            |             | Дворана Железник, Београд Гледаоци: 2.065 Судије: Томислав Хордов, Марио Мајкић, Милан Недовић |  |
| 27. 10. 2019. 17:00 Извештај | Поени: Давидовац 17 Скокови: Гист 10 Асистенције: Браун, Човић 4 Индекс: Гист 20 |                   | Атић, Мишковић 13 Ашћерић, Станић 5 Атић 7 Атић, Станић 12 |             | Дворана Железник, Београд Гледаоци: 2.065 Судије: Томислав Хордов, Марио Мајкић, Милан Недовић |  |

| 3. 11. 2019. 18:00 Извештај |                                                                                | Цибона | 72 : 86                                  | Црвена звезда МТС | Кошаркашки центар Дражен Петровић, Загреб Гледаоци: 2.300 Судије: Саша Пукл, Урош Обркнежевић, Денис Хаџић |  |
| 3. 11. 2019. 18:00 Извештај | Четвртине: 18:18, 17:25, 21:25, 16:18                                          |        |                                          |                   | Кошаркашки центар Дражен Петровић, Загреб Гледаоци: 2.300 Судије: Саша Пукл, Урош Обркнежевић, Денис Хаџић |  |
| 3. 11. 2019. 18:00 Извештај | Поени: Бундовић 15 Скокови: Пркачин 6 Асистенције: Ребец 5 Индекс: Бундовић 17 |        | Перпероглу 15 Кузмић 8 Човић 4 Кузмић 17 |                   | Кошаркашки центар Дражен Петровић, Загреб Гледаоци: 2.300 Судије: Саша Пукл, Урош Обркнежевић, Денис Хаџић |  |

| 11. 11. 2019. 21:00 Извештај |                                                                       | Црвена звезда МТС | 103 : 61                     | Игокеа | Хала Пионир, Београд Гледаоци: 2.439 Судије: Милош Кољеншић, Миливоје Јовчић, Бранислав Мрдак |  |
| 11. 11. 2019. 21:00 Извештај | Четвртине: 29:18, 24:10, 23:17, 27:16                                 |                   |                              |        | Хала Пионир, Београд Гледаоци: 2.439 Судије: Милош Кољеншић, Миливоје Јовчић, Бранислав Мрдак |  |
| 11. 11. 2019. 21:00 Извештај | Поени: Барон 19 Скокови: Гист 6 Асистенције: Барон 9 Индекс: Барон 27 |                   | Вон 19 Илић 7 Грин 4 Грин 19 |        | Хала Пионир, Београд Гледаоци: 2.439 Судије: Милош Кољеншић, Миливоје Јовчић, Бранислав Мрдак |  |

| 17. 11. 2019. 20:00 Извештај |                                                                             | Партизан НИС | 75 : 72                                              | Црвена звезда МТС | Штарк арена, Београд Гледаоци: 9.268 Судије: Матеј Болтаузер, Томислав Хордов, Марио Мајкић |  |
| 17. 11. 2019. 20:00 Извештај | Четвртине: 26:19, 17:18, 13:18, 19:17                                       |              |                                                      |                   | Штарк арена, Београд Гледаоци: 9.268 Судије: Матеј Болтаузер, Томислав Хордов, Марио Мајкић |  |
| 17. 11. 2019. 20:00 Извештај | Поени: Валден 13 Скокови: Загорац 8 Асистенције: Гордић 4 Индекс: Валден 15 |              | Човић 14 Гист, Оџо 7 Барон, Л. Браун, Човић 3 Оџо 15 |                   | Штарк арена, Београд Гледаоци: 9.268 Судије: Матеј Болтаузер, Томислав Хордов, Марио Мајкић |  |

| 25. 11. 2019. 18:00 Извештај |                                                                                   | Црвена звезда МТС | 105 : 82                                                 | Морнар Бар | Хала Пионир, Београд Гледаоци: 2.357 Судије: Сашо Петек, Урош Николић, Крунослав Пеић |  |
| 25. 11. 2019. 18:00 Извештај | Четвртине: 28:9, 25:31, 19:20, 33:22                                              |                   |                                                          |            | Хала Пионир, Београд Гледаоци: 2.357 Судије: Сашо Петек, Урош Николић, Крунослав Пеић |  |
| 25. 11. 2019. 18:00 Извештај | Поени: Лазић, Оџо 13 Скокови: Оџо 7 Асистенције: Л. Браун, Човић 7 Индекс: Оџо 22 |                   | Пулен 22 Волер, Маркота, Нидам 3 Нидам, Пулен 4 Пулен 24 |            | Хала Пионир, Београд Гледаоци: 2.357 Судије: Сашо Петек, Урош Николић, Крунослав Пеић |  |

| 1. 12. 2019. 17:00 Извештај |                                                                                            | Цедевита Олимпија | 75 : 64                                     | Црвена звезда МТС | Арена Стожице, Љубљана Гледаоци: 5.000 Судије: Илија Белошевић, Саша Пукл, Марко Јурас |  |
| 1. 12. 2019. 17:00 Извештај | Четвртине: 14:16, 21:16, 18:16, 22:16                                                      |                   |                                             |                   | Арена Стожице, Љубљана Гледаоци: 5.000 Судије: Илија Белошевић, Саша Пукл, Марко Јурас |  |
| 1. 12. 2019. 17:00 Извештај | Поени: Боутрајт 17 Скокови: Милер-Макинтајер 8 Асистенције: 3 играча 3 Индекс: Боутрајт 24 |                   | Л. Браун 17 Кузмић 5 Л. Браун 5 Л. Браун 18 |                   | Арена Стожице, Љубљана Гледаоци: 5.000 Судије: Илија Белошевић, Саша Пукл, Марко Јурас |  |

| 8. 12. 2019. 18:00 Извештај |                                                                                    | Црвена звезда МТС | 95 : 89                                                    | ФМП | Хала Пионир, Београд Гледаоци: 2.657 Судије: Сретен Радовић, Иван Стефановић, Гордан Терлевић |  |
| 8. 12. 2019. 18:00 Извештај | Четвртине: 21:23, 17:18, 17:19, 22:17, 18:12                                       |                   |                                                            |     | Хала Пионир, Београд Гледаоци: 2.657 Судије: Сретен Радовић, Иван Стефановић, Гордан Терлевић |  |
| 8. 12. 2019. 18:00 Извештај | Поени: Л. Браун 25 Скокови: Л. Браун 5 Асистенције: Л. Браун 7 Индекс: Л. Браун 33 |                   | Улубај 19 Радовановић, Тејић, Улубај 5 Ђоковић 7 Улубај 21 |     | Хала Пионир, Београд Гледаоци: 2.657 Судије: Сретен Радовић, Иван Стефановић, Гордан Терлевић |  |

| 15. 12. 2019. 18:00 Извештај |                                                                           | Задар | 78 : 76                                   | Црвена звезда МТС | Дворана Крешимир Ћосић, Задар Гледаоци: 4.000 Судије: Томислав Хордов, Урош Николић, Радош Арсенијевић |  |
| 15. 12. 2019. 18:00 Извештај | Четвртине: 14:20, 29:20, 17:18, 18:18                                     |       |                                           |                   | Дворана Крешимир Ћосић, Задар Гледаоци: 4.000 Судије: Томислав Хордов, Урош Николић, Радош Арсенијевић |  |
| 15. 12. 2019. 18:00 Извештај | Поени: Ален 22 Скокови: Иванов 11 Асистенције: Иванов 5 Индекс: Иванов 20 |       | Симанић 16 Давидовац 7 Човић 5 Симанић 21 |                   | Дворана Крешимир Ћосић, Задар Гледаоци: 4.000 Судије: Томислав Хордов, Урош Николић, Радош Арсенијевић |  |

| 23. 12. 2019. 18:00 Извештај |                                                                             | Копер Приморска | 78 : 90                                          | Црвена звезда МТС | Дворана Бонифика, Копар Гледаоци: 2.000 Судије: Урош Обркнежевић, Милош Кољеншић, Јакуб Замојски |  |
| 23. 12. 2019. 18:00 Извештај | Четвртине: 26:20, 13:29, 24:21, 15:20                                       |                 |                                                  |                   | Дворана Бонифика, Копар Гледаоци: 2.000 Судије: Урош Обркнежевић, Милош Кољеншић, Јакуб Замојски |  |
| 23. 12. 2019. 18:00 Извештај | Поени: Маринковић 17 Скокови: Барич 5 Асистенције: Барич 8 Индекс: Барич 27 |                 | Давидовац 21 Давидовац 9 Л. Браун 6 Давидовац 25 |                   | Дворана Бонифика, Копар Гледаоци: 2.000 Судије: Урош Обркнежевић, Милош Кољеншић, Јакуб Замојски |  |

| 30. 12. 2019. 18:00 Извештај |  | Будућност ВОЛИ | 20 : 0 | Црвена звезда МТС | Спортски центар Морача, Подгорица |  |

| 6. 1. 2020. 17:00 Извештај |                                                                                               | Црвена звезда МТС | 101 : 77                       | Крка | Хала Пионир, Београд Гледаоци: 2.096 Судије: Миливоје Јовчић, Марко Јурас, Радош Савовић |  |
| 6. 1. 2020. 17:00 Извештај | Четвртине: 25:18, 25:29, 29:16, 22:14                                                         |                   |                                |      | Хала Пионир, Београд Гледаоци: 2.096 Судије: Миливоје Јовчић, Марко Јурас, Радош Савовић |  |
| 6. 1. 2020. 17:00 Извештај | Поени: Барон 16 Скокови: Јагодић-Куриџа 7 Асистенције: Л. Браун 11 Индекс: Барон, Л. Браун 21 |                   | Кози 19 Џоунс 6 Кози 6 Кози 21 |      | Хала Пионир, Београд Гледаоци: 2.096 Судије: Миливоје Јовчић, Марко Јурас, Радош Савовић |  |

| 13. 1. 2020. 17:00 Извештај |                                                                                   | Мега Бемакс | 85 : 103                                      | Црвена звезда МТС | Хала спортова Нови Београд, Београд Гледаоци: 2.000 Судије: Урош Обркнежевић, Милан Недовић, Матеј Шпендл |  |
| 13. 1. 2020. 17:00 Извештај | Четвртине: 18:20, 25:29, 19:32, 23:22                                             |             |                                               |                   | Хала спортова Нови Београд, Београд Гледаоци: 2.000 Судије: Урош Обркнежевић, Милан Недовић, Матеј Шпендл |  |
| 13. 1. 2020. 17:00 Извештај | Поени: Пери 31 Скокови: Мишковић, Симоновић 6 Асистенције: Атић 7 Индекс: Пери 27 |             | Барон, Џенкинс 17 Штимац 8 Штимац 5 Штимац 25 |                   | Хала спортова Нови Београд, Београд Гледаоци: 2.000 Судије: Урош Обркнежевић, Милан Недовић, Матеј Шпендл |  |

| 20. 1. 2020. 18:00 Извештај |                                                                             | Црвена звезда МТС | 102 : 80                                         | Цибона | Хала Пионир, Београд Гледаоци: 1.753 Судије: Илија Белошевић, Радош Арсенијевић, Денис Хаџић |  |
| 20. 1. 2020. 18:00 Извештај | Четвртине: 31:17, 22:16, 21:25, 28:22                                       |                   |                                                  |        | Хала Пионир, Београд Гледаоци: 1.753 Судије: Илија Белошевић, Радош Арсенијевић, Денис Хаџић |  |
| 20. 1. 2020. 18:00 Извештај | Поени: Гист 15 Скокови: Гист 6 Асистенције: Л. Браун 14 Индекс: Л. Браун 27 |                   | Бундовић 19 Вуцић 8 Гибсон, Рамљак 3 Бундовић 21 |        | Хала Пионир, Београд Гледаоци: 1.753 Судије: Илија Белошевић, Радош Арсенијевић, Денис Хаџић |  |

| 27. 1. 2020. 17:00 Извештај |                                                                           | Игокеа | 79 : 94                                                | Црвена звезда МТС | Спортска дворана Лакташи, Лакташи Гледаоци: 3.000 Судије: Милош Кољеншић, Владан Шундић, Гордан Терлевић |  |
| 27. 1. 2020. 17:00 Извештај | Четвртине: 17:22, 20:26, 17:21, 25:25                                     |        |                                                        |                   | Спортска дворана Лакташи, Лакташи Гледаоци: 3.000 Судије: Милош Кољеншић, Владан Шундић, Гордан Терлевић |  |
| 27. 1. 2020. 17:00 Извештај | Поени: Грин, Лешић 16 Скокови: Илић 8 Асистенције: Грин 7 Индекс: Грин 17 |        | Гист 17 Л. Браун, Гист 6 Л. Браун 10 Л. Браун, Гист 20 |                   | Спортска дворана Лакташи, Лакташи Гледаоци: 3.000 Судије: Милош Кољеншић, Владан Шундић, Гордан Терлевић |  |

| 3. 2. 2020. 18:00 Извештај |                                                                                            | Црвена звезда МТС | 92 : 86                              | Партизан НИС | Хала Пионир, Београд Гледаоци: 5.983 Судије: Сретен Радовић, Марко Јурас, Урош Николић |  |
| 3. 2. 2020. 18:00 Извештај | Четвртине: 25:23, 19:19, 23:24, 25:20                                                      |                   |                                      |              | Хала Пионир, Београд Гледаоци: 5.983 Судије: Сретен Радовић, Марко Јурас, Урош Николић |  |
| 3. 2. 2020. 18:00 Извештај | Поени: Барон 26 Скокови: Јагодић-Куриџа, Штимац 6 Асистенције: Л. Браун 8 Индекс: Барон 31 |                   | Гордић 14 Валден 5 Гордић 4 Мозли 18 |              | Хала Пионир, Београд Гледаоци: 5.983 Судије: Сретен Радовић, Марко Јурас, Урош Николић |  |

| 10. 2. 2020. 18:00 Извештај |                                                                            | Морнар Бар | 71 : 63                                       | Црвена звезда МТС | Спортска дворана Тополица, Бар Гледаоци: 3.200 Судије: Миливоје Јовчић, Сашо Петек, Јосип Радојковић |  |
| 10. 2. 2020. 18:00 Извештај | Четвртине: 20:9, 19:14, 23:15, 9:25                                        |            |                                               |                   | Спортска дворана Тополица, Бар Гледаоци: 3.200 Судије: Миливоје Јовчић, Сашо Петек, Јосип Радојковић |  |
| 10. 2. 2020. 18:00 Извештај | Поени: Луковић 23 Скокови: Нидам 8 Асистенције: Нидам 4 Индекс: Луковић 38 |            | Пантер 22 Јагодић-Куриџа 7 Пантер 3 Пантер 16 |                   | Спортска дворана Тополица, Бар Гледаоци: 3.200 Судије: Миливоје Јовчић, Сашо Петек, Јосип Радојковић |  |

| 1. 3. 2020. 21:00 Извештај |                                                                                              | Црвена звезда МТС | 88 : 73                                                            | Цедевита Олимпија | Хала Пионир, Београд Гледаоци: 4.857 Судије: Илија Белошевић, Томислав Хордов, Марио Мајкић |  |
| 1. 3. 2020. 21:00 Извештај | Четвртине: 28:11, 18:17, 18:20, 24:25                                                        |                   |                                                                    |                   | Хала Пионир, Београд Гледаоци: 4.857 Судије: Илија Белошевић, Томислав Хордов, Марио Мајкић |  |
| 1. 3. 2020. 21:00 Извештај | Поени: Јагодић-Куриџа 18 Скокови: Штимац 8 Асистенције: Л. Браун 4 Индекс: Јагодић-Куриџа 19 |                   | Хопкинс 18 Блажич, Хопкинс 8 Милер-Макинтајер 5 Блажич, Хопкинс 16 |                   | Хала Пионир, Београд Гледаоци: 4.857 Судије: Илија Белошевић, Томислав Хордов, Марио Мајкић |  |

| 9. 3. 2020. 17:00 Извештај |                                                                                         | ФМП | 79 : 87                                           | Црвена звезда МТС | Дворана Железник, Београд Гледаоци: 1.200 Судије: Марко Јурас, Милан Недовић, Матеј Шпендл |  |
| 9. 3. 2020. 17:00 Извештај | Четвртине: 16:26, 19:30, 19:21, 25:10                                                   |     |                                                   |                   | Дворана Железник, Београд Гледаоци: 1.200 Судије: Марко Јурас, Милан Недовић, Матеј Шпендл |  |
| 9. 3. 2020. 17:00 Извештај | Поени: Ђоковић 14 Скокови: Рит 7 Асистенције: Радовановић 4 Индекс: Радовановић, Рит 15 |     | Штимац 17 Л. Браун, Штимац 4 Л. Браун 4 Штимац 16 |                   | Дворана Железник, Београд Гледаоци: 1.200 Судије: Марко Јурас, Милан Недовић, Матеј Шпендл |  |

| 16. 3. 2020. 18:00 Извештај |  | Црвена звезда МТС | — : — | Задар | Хала Пионир, Београд |  |

## Суперкуп Јадранске лиге
Домаћин турнира био је Загреб у периоду од 26. до 29. септембра 2019. године, а сви мечеви су одиграни у Кошаркашком центру Дражен Петровић.

### Четвртфинале
| 26. 9. 2019. 20:00 Извештај |                                                                          | Црвена звезда МТС | 82 : 88                                                      | Копер Приморска | Кошаркашки центар Дражен Петровић, Загреб Гледаоци: 800 Судије: Милош Кољеншић, Драган Поробић, Крунослав Пеић |  |
| 26. 9. 2019. 20:00 Извештај | Четвртине: 26:25, 15:21, 21:23, 20:19                                    |                   |                                                              |                 | Кошаркашки центар Дражен Петровић, Загреб Гледаоци: 800 Судије: Милош Кољеншић, Драган Поробић, Крунослав Пеић |  |
| 26. 9. 2019. 20:00 Извештај | Поени: Давидовац 15 Скокови: Гист 6 Асистенције: Човић 5 Индекс: Гист 21 |                   | Јагодић-Куриџа 18 Јагодић-Куриџа 9 Шишко 7 Јагодић-Куриџа 27 |                 | Кошаркашки центар Дражен Петровић, Загреб Гледаоци: 800 Судије: Милош Кољеншић, Драган Поробић, Крунослав Пеић |  |

## Куп Радивоја Кораћа
Жреб парова Купа Радивоја Кораћа 2020. обављен је 30. јануара 2020. године у Београду. Домаћин завршног турнира био је Ниш у периоду од 13. до 17. фебруара 2020. године, а сви мечеви су одиграни у Спортском центру Чаир.

### Четвртфинале
| 13. 2. 2020. 17:00 Извештај |                                                                              | Црвена звезда МТС | 107 : 67                                           | БКК Раднички | Спортски центар Чаир, Ниш Гледаоци: 4.500 Судије: Синиша Прпа, Немања Николић, Стефан Ћалић |  |
| 13. 2. 2020. 17:00 Извештај | Четвртине: 25:28, 35:14, 24:13, 23:12                                        |                   |                                                    |              | Спортски центар Чаир, Ниш Гледаоци: 4.500 Судије: Синиша Прпа, Немања Николић, Стефан Ћалић |  |
| 13. 2. 2020. 17:00 Извештај | Поени: Пантер 23 Скокови: Гист 8 Асистенције: три играча 4 Индекс: Пантер 31 |                   | Ваљаревић 16 Дунђерски 4 Дунђерски 11 Дунђерски 20 |              | Спортски центар Чаир, Ниш Гледаоци: 4.500 Судије: Синиша Прпа, Немања Николић, Стефан Ћалић |  |

### Полуфинале
| 15. 2. 2020. 17:00 Извештај |                                                                          | Мега Бемакс | 79 : 80                                    | Црвена звезда МТС | Спортски центар Чаир, Ниш Гледаоци: 4.000 Судије: Миливоје Јовчић, Саша Маричић, Владимир Јевтовић |  |
| 15. 2. 2020. 17:00 Извештај | Четвртине: 24:17, 9:23, 27:18, 19:22                                     |             |                                            |                   | Спортски центар Чаир, Ниш Гледаоци: 4.000 Судије: Миливоје Јовчић, Саша Маричић, Владимир Јевтовић |  |
| 15. 2. 2020. 17:00 Извештај | Поени: Пери 20 Скокови: Симоновић 11 Асистенције: Пери 9 Индекс: Пери 35 |             | Пантер 22 Гист, Штимац 7 Браун 3 Пантер 25 |                   | Спортски центар Чаир, Ниш Гледаоци: 4.000 Судије: Миливоје Јовчић, Саша Маричић, Владимир Јевтовић |  |

### Финале
| 16. 2. 2020. 21:00 Извештај |                                                                                 | Црвена звезда МТС | 84 : 85                               | Партизан НИС | Спортски центар Чаир, Ниш Гледаоци: 5:000 Судије: Илија Белошевић, Миливоје Јовчић, Урош Николић |  |
| 16. 2. 2020. 21:00 Извештај | Четвртине: 13:19, 18:15, 18:18, 29:26, 6:7                                      |                   |                                       |              | Спортски центар Чаир, Ниш Гледаоци: 5:000 Судије: Илија Белошевић, Миливоје Јовчић, Урош Николић |  |
| 16. 2. 2020. 21:00 Извештај | Поени: Л. Браун 17 Скокови: Штимац 10 Асистенције: Л. Браун 7 Индекс: Штимац 17 |                   | Пејџ 21 Загорац 6 Валден 5 Јарамаз 22 |              | Спортски центар Чаир, Ниш Гледаоци: 5:000 Судије: Илија Белошевић, Миливоје Јовчић, Урош Николић |  |

## Појединачне награде
- Најкориснији играч кола Јадранске лиге:
  -  Лоренцо Браун (1. коло, индекс 30)
  -  Били Барон (6. коло, индекс 27)
  -  Лоренцо Браун (10. коло, индекс 33)